# 袁哲生
袁哲生（1966年2月9日—2004年4月6日），臺灣作家，曾任《自由時報》副刊編輯與《FHM男人幫》國際中文版總編輯。2004年4月5日，疑因憂鬱症自殺身亡，享年38歲。

## 生平
袁哲生出生於臺灣高雄縣岡山鎮（今高雄市岡山區），畢業於中國文化大學英國語文學系、淡江大學西洋語文學研究所。
1994年袁哲生以〈送行〉獲得第十七屆時報文學獎短篇小說首獎，隔年集結〈送行〉與其他作品，出版了《靜止在樹上的羊》一書。1995年自研究所畢業，旋即入伍服役。1995年〈雪茄盒子〉獲第七屆中央日報文學獎小小說獎第二名。1997年退伍後，於《自由時報》任職副刊編輯，且以〈沒有窗戶的房間〉獲第二十屆聯合報文學獎短篇小說評審獎。1999年〈秀才的手錶〉一文獲得第二十二屆時報文學獎短篇小說首獎，並出版短篇小說集《寂寞的遊戲》；這些文壇的獎項使他成為眾人注目之焦點。
〈秀才的手錶〉中表達出別樹一格的鄉土書寫特色，是「新鄉土小說」的濫觴。
2000年袁哲生在工作上嘗試另一領域，出任協和國際多媒體《FHM男人幫》國際中文版主編，嘗試以文學注入普羅時尚雜誌，另外也出版了《秀才的手錶》。2001年由袁哲生寫作、陳弘耀繪圖，發表了倪亞達系列作品《倪亞達1－真令人不屑》。2002年他以〈猴子〉獲得第三十三屆吳濁流文學獎，並再出版《倪亞達2－倪亞達臉紅了》、《倪亞達3－倪亞達fun暑假》等書。2003年升任《FHM男人幫》國際中文版副總編輯，並出版《倪亞達4－倪亞達黑白切》、《猴子》、《羅漢池》等書。2004年年初再升任為《FHM男人幫》國際中文版總編輯，並獲得中國文藝協會頒發小說類五四文藝獎章。得獎不久後，於4月6日被人發現在臺北縣汐止市東方科學園區後山以童軍繩自縊身亡；他在遺書中表示，他罹患精神官能症，身體因焦慮而顫抖不已，無法工作，也無法再面對往後的人生。
袁哲生過世後，寶瓶文化於2005年出版袁哲生小說集《靜止在：最初與最終》，收錄了〈靜止在樹上的羊〉、未曾發表的中篇小說〈溫泉浴池〉、副刊專欄文章、及私人札記等文章。2010年3月倪亞達系列作品被三立電視改編為戲劇，於同年6月4日正式播出。

## 著作
- 《靜止在樹上的羊》，觀音山出版社，1995年，ISBN 9789579372053。
- 《寂寞的遊戲》，聯合文學，1999年，ISBN 9575222431。
- 《秀才的手錶》，聯合文學，2000年，ISBN 9575222938。
- 倪亞達系列作品：
  - 《倪亞達1－真令人不屑》，寶瓶文化，2001年，ISBN 9573018462。
  - 《倪亞達2－倪亞達臉紅了》，寶瓶文化，2002年，ISBN 9868007666。
  - 《倪亞達3－倪亞達fun暑假》，寶瓶文化，2002年，ISBN 9867883071。
  - 《倪亞達4－倪亞達黑白切》，寶瓶文化，2002年，ISBN 9867883306。
- 《猴子》，寶瓶文化，2003年，ISBN 9867883454。
- 《羅漢池》，寶瓶文化，2003年，ISBN 9867883462。
- 《靜止在：最初與最終》，寶瓶文化，2004年，ISBN 986728206X。
- 《倪亞達原著小說（上）》，布克文化，2010年，ISBN 9789866278068。
- 《倪亞達原著小說（下）》，布克文化，2010年，ISBN 9789866278075。

### 註腳
1. ↑  石曉楓. .   [2021-11-01]. （原始内容存档于2021-11-04）. 九○年代以降的台灣文壇，在世紀末創作題材普遍展現出城市風以及身體書寫的情色酷異場景中， 有一支文學隊伍正以無聲的姿態悄然成形，這批作家以袁哲生為首，擴及於吳明益、甘耀明、許榮哲、童偉格、張耀升、伊格言等人，他們的鄉土書寫，開闢出有別於前代的特殊風格。
2. ↑  楊孟珠. .
3. ↑  蘋果日報：〈《男人幫》總編上吊身亡〉 （页面存档备份，存于）。
4. ↑  自由時報電子新聞網：〈作家、《男人幫》總編輯袁哲生自縊身亡〉 （页面存档备份，存于）。

## 外部連結
- 秀才燒水 （页面存档备份，存于）：袁哲生過去經營的個人新聞台。
- 臺灣大百科全書：袁哲生 （页面存档备份，存于）
- 公共電視台《週二不讀書》：袁哲生專輯 （页面存档备份，存于）